# Deadpool (computerspel)
Deadpool is een actiespel, gebaseerd op het gelijknamige Marvel-personage Deadpool. Activision bracht het computerspel wereldwijd uit in juni 2013 voor pc, PlayStation 3 en Xbox 360. In november 2015 kwam het spel uit voor PlayStation 4 en Xbox One.
De stem van Deadpool wordt gedaan door de acteur en stemacteur Nolan North.

## Gameplay
Deadpool ontvoert medewerkers van het bedrijf High Moon Studios en dwingt ze om "het beste spel ooit" te maken, met hem in de hoofdrol. Hij accepteert daarvoor een missie waarbij hij een schurk genaamd Chance White moet vermoorden. Mister Sinister, een andere schurk, is hem echter voor en vermoord Chance White. Deadpool wil zich wreken op Mister Sinister omdat zijn contract daardoor niet meer geldig is en krijgt daarbij hulp van Wolverine, Rogue, Psylocke en Domino. De vijf volgen Mister Sinister naar Genosha, waarbij Deadpool het vliegtuig per ongeluk laat crashen. Door de crash verliezen alle inzittenden, behalve Deadpool, het bewustzijn en is hij genoodzaakt alleen verder te gaan.